# Nybelinella brevidorsalis
Nybelinella brevidorsalis är en fiskart som beskrevs av Shcherbachev, 1976. Nybelinella brevidorsalis ingår i släktet Nybelinella och familjen Aphyonidae. Inga underarter finns listade i Catalogue of Life.